# Herman von Artens
Herman von Artens (Graz, 25 giugno 1904 – 18 febbraio 1979) è stato un tennista austriaco.

## Carriera
Attivo agonisticamente tra il finire degli anni 1920 e i primi anni 1930 ha raggiunto gli ottavi di finale sia al Roland Garros che a Wimbledon, nel doppio ha ottenuto un successo al torneo di Monte Carlo 1931 in coppia con l'ungherese Béla von Kehrling.
Durante gli Internazionali d'Italia 1935 ha sfiorato la finale venendo eliminato in quattro set dallo statunitense Wilmer Hines, futuro vincitore del torneo. Ha rappresentato l'Austria in Coppa Davis dal 1927 al 1934 ottenendo diciotto successi e ventidue sconfitte.